# Туринский метрополитен
Туринский метрополитен — 6-й метрополитен в Италии после Римского, Миланского, Неаполитанского, Катанийского и Генуэзского. Открытие состоялось 4 февраля 2006 года, за несколько дней до начала XX зимних Олимпийских игр, прошедших в Турине. На всех станциях установлены платформенные раздвижные двери.

## Линии

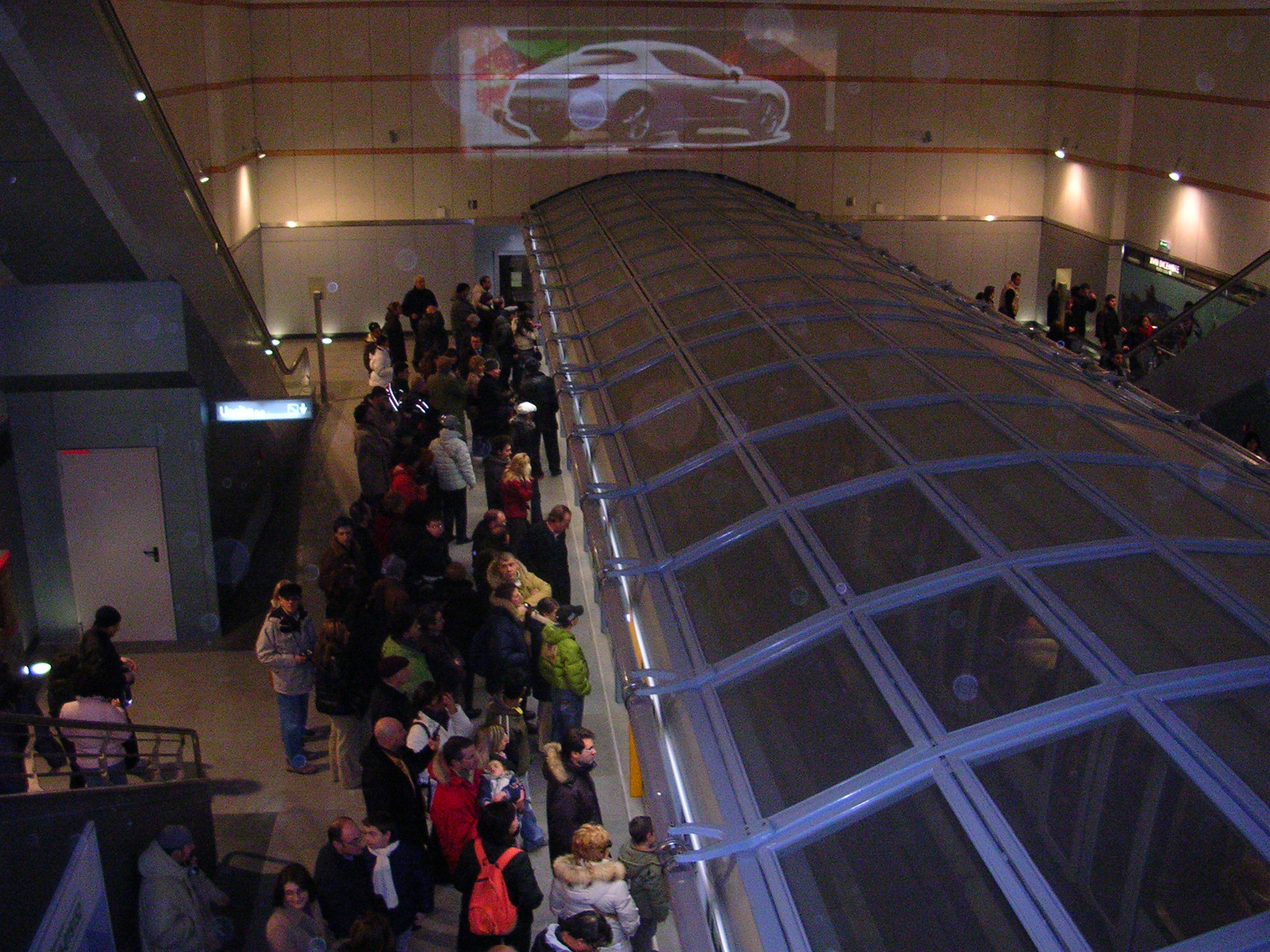
Станция XVIII Дичембре

Метрополитен состоит из одной линии, которая базируется на автоматизированной системе VAL. Из центра Турина, от главной железнодорожной станции Порта Нуова она проходит через центр города, минуя железнодорожную станцию Порта Суза, и следует на запад до Collegno. В южном направлении линия продлена от Порта Нуова на шесть станций до Линготто.
Типичная станция 19 м шириной и 60 м длиной расположена на средней глубине 16 м. Платформы отделены от путей сетчатыми дверями. Несмотря на то, что станции строились открытым методом, проходящие тоннели были вырыты буровыми машинами (7,8 м в диаметре).
Планируется строительство второй линии, которая должна пройти с юго-запада на север города. По существующему проекту на линии будет 26 станций.

## Подвижной состав
23 поезда метро заказаны у Siemens в октябре 2001 г. и были построены в Австрии. Составы VAL-208 состоят из четырёх вагонов по 2.08 метров в ширину, длина каждого поезда составляет 52 м.
Время работы: 04:45 — 24:00. 

В часы пик поезда идут с интервалом в 2 мин., в остальные — 4-6 мин.

## Хронология открытия участков
- 4 февраля 2006: «XVIII Дичембре» — «Ферми» (7,5 км)
- 5 октября 2007: «XVIII Дичембре» — «Порта Нуова» (2,1 км)
- 6 марта 2011: «Порта Нуова» — «Линготто» (3,6 км)
- 23 апреля 2021: «Линготто» — «Бенгази» (1,7 км)

## Строящиеся станции
Ведётся строительство продолжений первой линии в обе стороны. Южный участок был продлён ещё на две станции к 2013 году, западный — будет продлён сперва на 4, потом ещё на 7 станций.
Станция Порта Суза введена в эксплуатацию в 2011 году.